# Мартин каспійський
Мартин каспійський, реготун чорноголовий (Larus ichthyaetus) − великий за розміром мартин. Один з 44-х видів роду; один з 12-ти видів роду в Україні, монотипний вид. В Україні гніздовий, перелітний, зрідка зимуючий птах.

## Опис
Морфологічні ознаки. У дорослого птаха у шлюбному вбранні голова чорна; спід крил сірувато-чорний; спина і верх крил сірі; решта оперення біла; дзьоб і ноги червоні; райдужна оболонка ока темно-коричнева. У позашлюбному вбранні голова біла з чорно-бурим тім'ям і чорно-бурими плямами за очима; дзьоб чорно-бурий; ноги рожевувато-сірі. У молодого птаха верх голови чорно-бурий, низ − білий, за очима чорно-бурі плями; пера спини чорно-бурі; зі світлою облямівкою; по верхніх покривних перах крил і по краю першорядних махових та на кінці хвоста проходить чорно-бурі смуги; верхні великі покривні пера другорядних махових світло-сірі; спід крил білий; дзьоб чорно-бурий; ноги бурувато-червоні; взимку першого року життя спина і плечі сірі.
Голос. У гніздовий період найчастіше подає крик «ке-ке-кеке-кеке-кекеі-кекеі».

## Ареал виду та його поширення в Україні

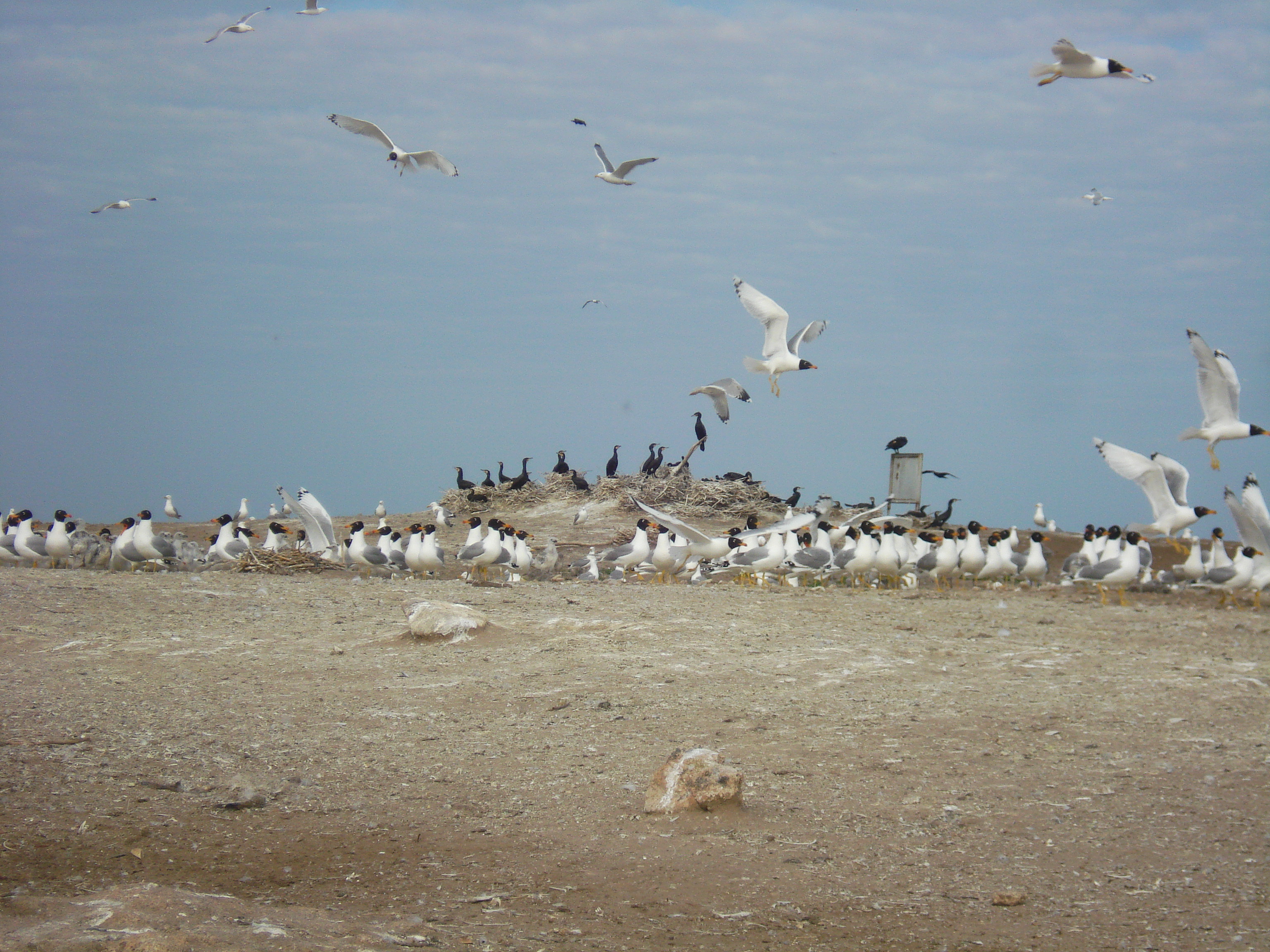
Колонія чорноголових реготунів («Пташиний базар», Кременчуцьке водосховище)

Має широкий гніздовий ареал, який простягається від Північно-західного Причорномор'я, через південний Каспій до Великих озер у Монголії. В Україні гніздиться у Причорномор'ї та Приазов'ї, частіше у Каркінітській затоці та на Сиваші. З 1980-х рр. заселив Кінські острови Ягорлицької затоки, о. Березань, Криву косу і прилеглі острови, Сульську затоку Кременчуцького водосховища. Нерегулярно зимує біля морського узбережжя.

## Чисельність і причини її зміни
Точний розмір світової популяції не відомий. На території колишнього СРСР гніздилось, ймовірно, 20-25 тис. пар.
Більша частина світової популяції гніздиться в Казахстані. Чисельність в Європі станом на 2000 р. було оцінено в 16—27 тис. пар, серед яких 15-25 тис. гніздяться в Росії та 1-1,5 тис. — в Україні.
У межах України Азово-чорноморська популяція за п'ятдесят років зросла з 250—290 до 1,6-2 тис. пар (2009 р.). На Кривій косі у 2006 р. — до 1,5 тис. пар. На Лебединих островах багаторічні коливання чисельності в межах 2—484 пар. На о. Китаї максимум був у 1998 р. — 382 пари, у 2006 р. — лише 63 пари. На островах Східного Сивашу в 1982—1990 рр. зростання до понад 590 пар, а у 1996—2006 рр. — зниження до 2—64 пар. На островах Західного Сивашу в 1989—1998 рр. 50-150 пар, на Кінських островах — 90—180 пар. На о. Березань у 2000—2002 рр. 212—250 пар.
Негативні чинники: погодні умови, зменшення площі гніздових територій, розлякування птахів на гніздуванні, збирання яєць, хижацтво з боку інших тварин. Позитивними є поліпшення кормової бази на Сиваші та посилення охоронного режиму.

## Особливості біології

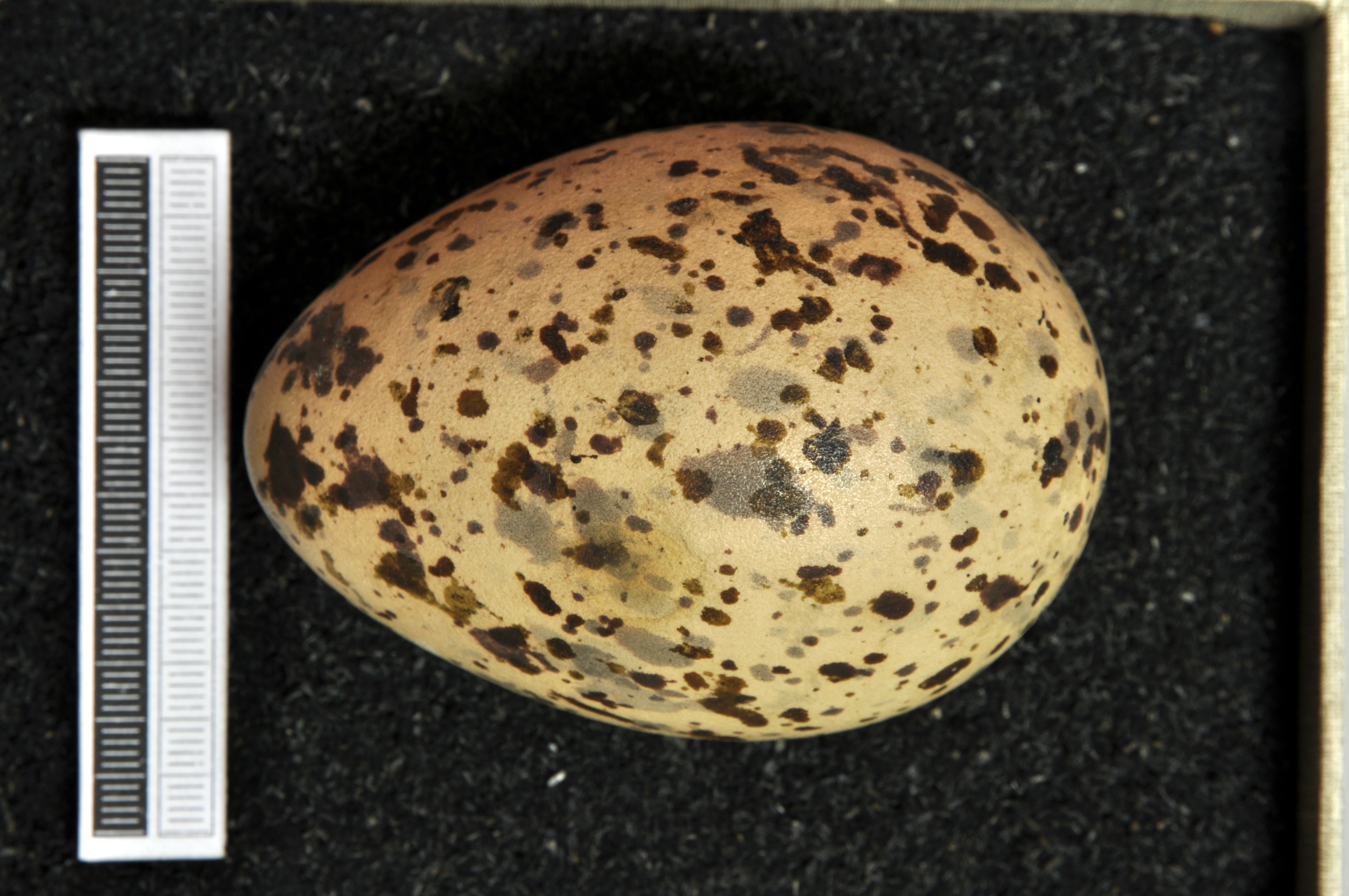
Яйце в оологічній колекції

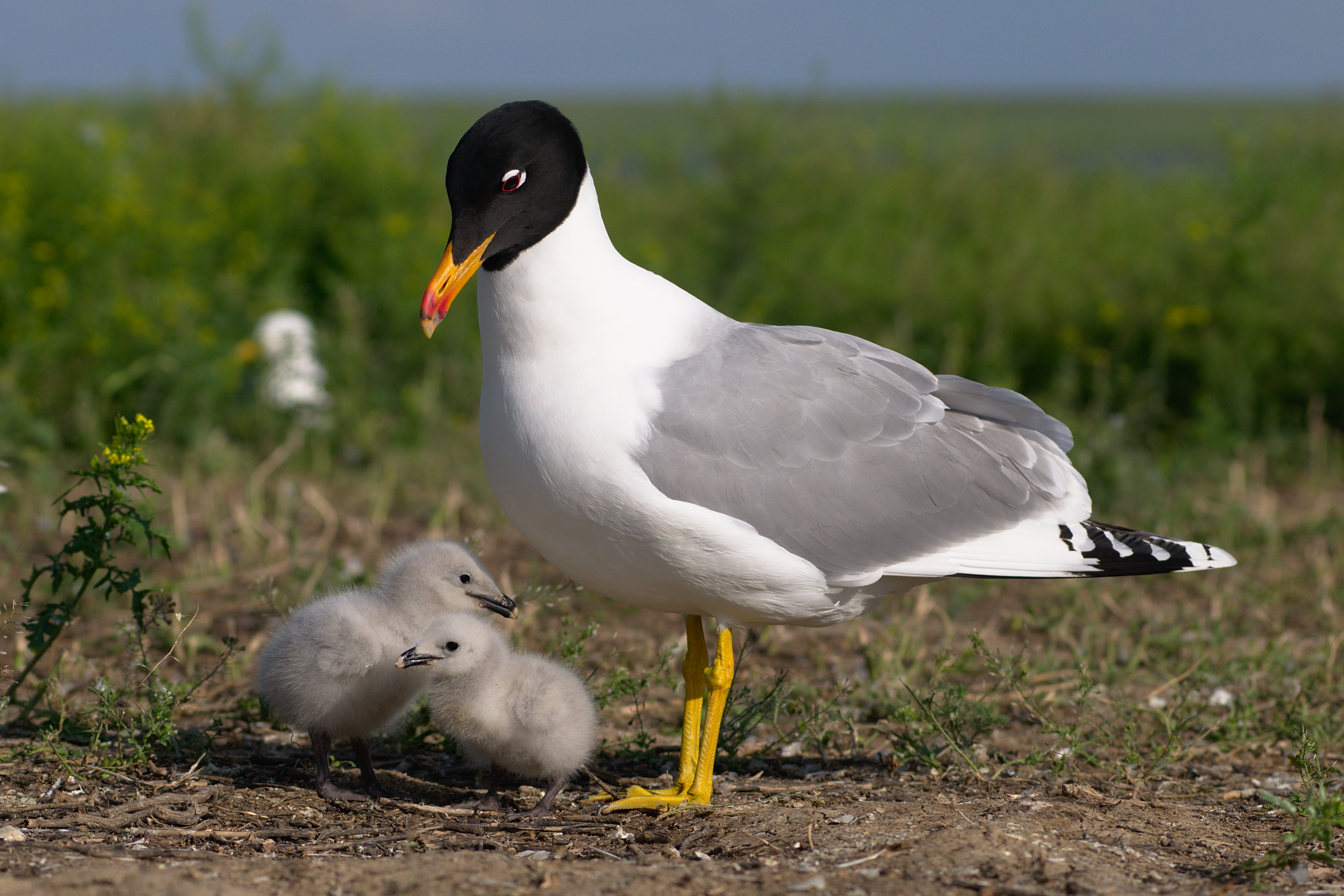
Дорослий птах із пташенятами

Перелітний птах. З місць зимівлі повертається наприкінці лютого − на початку березня. Гніздові біотопи − ізольовані острови і кінцеві ділянки піщано-черепашкових кіс на морських мілководдях, солоних озерах, зрідка − на водосховищах. Моногам. Селиться моновидовими, щільними колоніями, гнізда в колонії можуть розташовуватися у безпосередній близькості або не далі ніж 1,5−2,5 м. Розмір колоній коливається у межах 30−100 і більше пар. Відкладає яйця наприкінці березня − на початку квітня. Повна кладка з 1-4, найчастіше з 2-3 яєць. Насиджують обидва птаха, 27-29 діб. Пташенята з'являються в середині квітня, піднімаються на крила у віці близько 45 діб. У липні — серпні кочує вздовж морського узбережжя. Осінній проліт у серпні − на початку вересня, до листопада. Живиться рибою, а також наземними комахами, дрібними гризунами, ящірками, ракоподібними, яйцями та пташенятами водоплавних птахів, рослинами.

## Охорона
Мартин каспійський знаходиться під охороною угоди AEWA, Боннської (Додаток ІІ) та Бернської (Додаток ІІІ) конвенцій. Включено до Червоної книги України (1994, 2009) (статус − зникаючий). Охороняється у Чорноморському біосферному заповіднику, філії Кримського природного заповідника «Лебедині острови», РЛП «Меотиді», Азово-Сиваському національному природному парку. З метою ефективнішої охорони потребує охорони гніздових колоній, запобігання збиранню яєць та непокоєнню рибалками, рекреантами.